# Трактат (дипломатия)
Тракта́т, в системе категорий международного права и истории дипломатических отношений России — одна из разновидностей соглашений (собирательное знач.: convention), наряду с договором, соглашением (accord, arrangement), конвенцией (convention), декларацией (declaration), пактом (pact), протоколом (protocol) и пр. С одной стороны, каждому элементу этого категориального ряда соответствуют чёткие формы документов, для которых определяется различный порядок оформления и вступления в силу (парафирование, ратификация и пр.). С другой, исключительные случаи специального именования ограничиваются только конкретными документами, и не создают прецедента переименования (употребления как синонима) в отношении других, аналогичных по статусу, международных актов.
В этом контексте термин трактат восходит к фр. traité — договор (ср. англ. treaty, исп. tratado), т.е. напрямую не связан с трактатом как литературной формой. Очевидно, здесь имел место эффект «ложных друзей переводчика», и вместо перевода исходного французского traité русским эквивалентом «договор» использовали созвучный термин, относящийся к иному объекту. Последствия этой ошибки ощущаются и сегодня, т.к. одновременно возник новый ряд «ложных друзей переводчика»: англ. Political tracts, фр. Tracts politiques соответствуют политическим трактатам не в дипломатическом, а в литературно-жанровом смысле (см. выше), и потому во избежание коллизии при переводе указанных словосочетаний часто используют более узкий по значению термин памфлет.
Как бы то ни было, ряд дипломатических догово́ров России по традиции называют — как значится в их русских альтернатах — трактатами, не заменяя этот термин на договор. В их числе Туркманчайский трактат (1828), Парижский трактат (1856), Берлинский трактат (1878), Георгиевский трактат (1783) и ряд других важнейших договоров. В обратном порядке, произвольно называть трактатом конкретный договор (или другой внешнеполитический акт) России — либо по признаку эпохи (XVIII–XIX вв.), либо потому, что на французском он называется  фр. traité — не вполне корректно.